# رفرانکوره
رفرانکوره (به ایتالیایی: Refrancore) یک کومونه در ایتالیا است که در استان آسته واقع شده‌است. رفرانکوره ۱۳٫۱۵ کیلومتر مربع مساحت و ۱٬۶۶۷ نفر جمعیت دارد و ۱۵۰ متر بالاتر از سطح دریا واقع شده‌است.